# (23887) Shinsukeabe
(23887) Shinsukeabe est un astéroïde de la ceinture principale.

## Description
(23887) Shinsukeabe est un astéroïde de la ceinture principale. Il fut découvert le 17 septembre 1998 à la station Anderson Mesa par le programme LONEOS. Il présente une orbite caractérisée par un demi-grand axe de 2,82 UA, une excentricité de 0,06 et une inclinaison de 5,7° par rapport à l'écliptique.